# Harry Church Oberholser
Harry Church Oberholser (Brooklyn, New York in de Verenigde Staten, 25 juni 1870  -  25 december 1963) was een Amerikaanse ornitholoog en museumconservator.

## Biografie
Harry studeerde aan de Columbia-universiteit en verkreeg in 1916 de academische graad van Ph. D. van de George Washington-universiteit. Hij trouwde op 30 juni 1914 met Mary Forrest Smith. Tussen 1895 en 1941 was hij als vogelkundige, bioloog en redacteur in dienst van de Amerikaanse overheid bij het US Bureau of Biological Survey later de United States Fish and Wildlife Service genaamd. In 1941 werd hij museumconservator van de afdeling ornithologie van het museum van natuurlijke historie in Cleveland (Cleveland Museum of Natural History). Oberholser schreef een aantal boeken en artikelen en is de soortauteur van ongeveer tien vogelsoorten waaronder de seychellentorenvalk (Falco araeus) en een nog groter aantal geslachten en ondersoorten.

## Publicaties
- The Bird Life of Texas (1974) ISBN 0-292-70711-8
- Birds of Mt. Kilimanjaro (1905)
- Birds of the Anamba Islands (1917)
- The Bird Life of Louisiana (1938)
- When Passenger Pigeons Flew in the Killbuck Valley (1999) ISBN 1-888683-96-1
- Critical notes on the subspecies of the spotted owl (1915) DOI:10.5479/si.00963801.49-2106.251
- The birds of the Tambelan Islands, South China Sea (1919) DOI:10.5479/si.00963801.55-2262.129
- The great plains waterfowl breeding grounds and their protection (1918)

- Bibsys: 5012510
- Biblioteca Nacional de Chile: 000062201
- Bibliothèque nationale de France: cb10532471r (data)
- Gemeinsame Normdatei: 117076295
- International Standard Name Identifier: 0000 0000 4006 4528
- Library of Congress Control Number: no96012320
- Nederlandse Thesaurus van Auteursnamen: 148619029
- Réseau des bibliothèques de Suisse occidentale: 02-A003650596
- SNAC: w68064p6
- Système universitaire de documentation: 131815598
- Virtual International Authority File: 12684010
- WorldCat: E39PBJmxTdKYxMT3dc38YjJbh3